# Kazushi Fujii
Kazushi Fujii (japanisch 藤井 一志 Fujii Kazushi; * 30. September 2001 in der Präfektur Hyōgo) ist ein japanischer Fußballspieler.

## Karriere
Kazushi Fujii erlernte das Fußballspielen in der Schulmannschaft der Tokai University Takanawadai High School sowie in der Universitätsmannschaft der Tōkai-Universität. Seinen ersten Vertrag unterschrieb er am 1. Februar 2024 bei Ōmiya Ardija. Der Verein aus  Ōmiya-ku spielte in der dritten Liga, der J3 League. In seiner ersten Profisaison bestritt er 28 Ligaspiele. Am Ende der Saison 2024 feierte er mit dem Verein die Drittligameisterschaft und den Aufstieg in die zweite Liga.

## Erfolge
Ōmiya Ardija
- Japanischer Drittligameister: 2024